# Louis-Julien Morin de la Beauluère
Pour les articles homonymes, voir Louis Morin et Morin.
 (mai 2019).
Louis-Julien Morin de La Beauluère, né le 24 août 1798 à Laval et mort dans la même ville le 5 mai 1861, est un érudit, historien du Maine et de la Mayenne (« Le plus actif et le plus érudit des historiens lavallois de la première moitié du XIXe siècle », selon l'abbé Angot, qui écrivait le 2 février 1900 à la fin de la préface de son Dictionnaire historique, topographique et biographique de la Mayenne : « M. Morin de la Beauluère avait, il y a quarante ans, réuni sur l'histoire de la Mayenne les recherches les plus étendues qui aient encore été faites. J'en ai pu profiter, grâce à la bienveillance du petit-fils de l'historien »).

## Famille
La terre de la Beauluère-aux-Francs était un fief, situé paroisse de Contest, près de Mayenne ; une famille de ce nom y habitait en 1696 et avaic pour armoiries : bandé d'or et d'azur de 6 pièces. Julien-Antoine Morin de l'Epinay prit le nom de la Beauluère lorsqu'il épousa en 1721, Julienne R. de la Beauluère. La maison chargée de cette rente fut achetée vers 1735 par Jean-François Richard, s. du Rocher ; elle se nommait la maison de la Boule-d'Or.
Louis-Julien Morin de La Beauluère, né à Laval le 24 août 1798, est le fils de Julien-Jean-Baptiste Morin de La Beauluère et d'Anne Richard. Les Morin portaient les armes suivantes : porte d'or à 3 fasces de sinople.
Louis-Julien épouse Elisabeth le Balleur en 1825 à Laval.
- Il est le petit-neveu de l'abbé Julien-François Morin de La Beauluère (14 décembre 1733 Saint-Fraimbault-de-Prières - 21 janvier 1794, guillotiné). Fils d'Antoine Morin de La Beauluère et de Julienne Richard, il fait ses études classiques à Caen, sa théologie à Angers, prend la tonsure au séminaire du Mans le 28 septembre 1757, reçoit le 30 juin 1761 son titre sacerdotal sur le fief de La Beauluère, en Contest, et, ordonné prêtre en 1763, exerce son ministère à Mayenne, jusqu'à ce qu'il vienne en 1772 demeurer à Laval chez son frère, Louis-Joseph, mari d'Anne Richard de la Fournière[2]. Il fait partie des 14 martyrs de Laval.

- Louis-Julien Morin de La Beauluère est le grand-père de l'éditeur Louis Morin de La Beauluère qui publia ses œuvres.

## Études, recherches et publications
- Catalogue des plantes qui croissent spontanément dans le département de la Mayenne, 1838En collaboration.
- Recherches sur les corporations d'Arts et Métiers du comté-pairie de Laval avant 1789, 1853Publiées dans les tomes I et II du Bulletin de la Société de l'Industrie de la Mayenne (il existe un tirage à part, avec pièces justificatives, publié par Godbert).
- Notice historique sur la commune d'Entrammes, 1855Publiée dans le tome II du Bulletin de la Société de l'Industrie de la Mayenne (il existe un tiré à part publié par Godbert).
- Le prieuré de Saint-Martin de Laval, 1857Tirage à part de la Revue d'Anjou, Angers, 1857.
- Édition, richement annotée, des Annales et chroniques du païs de Laval, de Guillaume Le Doyen, 1858.

Louis-Julien Morin de la Beauluère compulsa par ailleurs quantité de vieux titres de familles, de chartriers importants (Rouessé et La Chapelle-Rainsouin entre autres), les anciens registres paroissiaux de Laval, le manuscrit d'Antoine Berset. Il en sauva beaucoup, qui sont restés dans son cabinet historique, et en fit des analyses qui forment 2 séries d'une vingtaine de volumes. Il prit part à nombre d'ouvrages sur le Maine. Dom Piolin lui rendit un hommage flatteur : « Une mort prématurée nous a enlevé, écrit l'historien de l'Église du Mans, l'homme distingué qui nous a fourni le plus de renseignements pour notre travail ».
- Il collabora notamment aux Annuaires de la Mayenne, Le Maine et l'Anjou, la revue d'Anjou, le Mémorial de la Mayenne, la Province du Maine. Il fut correspondant du ministre de l'Instruction publique, et le Journal de l'Instruction publique reconnut qu'on lui devait « d'utiles recommandations dont plusieurs ont pris part dans le Recueil des Lettres d'Henri IV ». Conseiller municipal, il contribua à la mise en ordre de la bibliothèque et des archives de la mairie de Laval. Il fut aussi administrateur du Bureau de charité, présida la Société philharmonique. Il fut en 1851 l'un des fondateurs de la Société d'Industrie de la Mayenne et prêta son concours aux expositions industrielles.
- Il eut le projet d'un Dictionnaire statistique et historique de la Mayenne, pour lequel il exécuta un travail préparatoire considérable.
- Ses notes en vue d'une édition des Mémoires de Bourjolly l'occupèrent longuement et ne furent publiées qu'en partie dans un fascicule de 1886.

Il trouva la mort le 5 mai 1861. L'abbé Angot lui rendit hommage : « On n'entre point dans le cabinet où sont encore réunis ses livres de choix, la meilleure partie de ses collections, de ses documents, de ses manuscrits, sans un sentiment de sympathique émotion et de respect pour le premier de nos historiens lavallois ».
Les ouvrages de Louis-Julien Morin de La Beauluère furent pour la plupart publiés par son petit-fils Louis Morin de La Beauluère, notamment :
- - Mémoire chronologique de Bourjolly sur la ville de Laval, suivi de la Chronique de Guitet de La Houllerie. Textes établis et annotés par Jules Le Fizelier, publiés avec de nouvelles recherches par A. Bertrand de Broussillon, Laval : Impr. de L. Moreau, 1886. Société historique et archéologique du Maine.
  - Études sur les communautés et chapitres de Laval. D'après le manuscrit de Louis-Julien Morin de la Beauluère. Publiées et annotées par Louis de La Beauluère. Avec des additions de J.-M. Richard. Laval, Imprimerie L. Moreau, Libr. A. Goupil, 1891.

## Sources et bibliographie
- « Julien-François Morin »
- « Louis-Julien Morin de la Beauluère », dans Alphonse-Victor Angot et Ferdinand Gaugain, Dictionnaire historique, topographique et biographique de la Mayenne, Laval, A. Goupil, 1900-1910 [détail des éditions] (BNF 34106789, présentation en ligne)